# Фатіх Коюноглу
Фатіх Коюноглу (тур. Fatih Koyunoğlu; нар. 1 січня 1979) — турецький актор. 

## Біографія
Фатіх Коюноглу народився 20 січня 1979 року в Стамбулі.
Закінчив театральне відділення Державної консерваторії Стамбульського університету. Він грав у багатьох театральних постановках і ставив деякі з них.
Свою першу роль в кіно актор зіграв у 2004 році «Диявол - в дрібницях» режисера Джевдета Мерджана. У 2012 році увійшов до акторського складу військової багатосерійної драми «Останнє літо на Балканах 1912», знятому за сценарієм Кюрсата Басара. У 2013 році він виконав роль Ільяса в комедійному серіалі «Люби мене таким».
У 2017 році він виконав роль Акіфа в серіалі «Наречена зі Стамбула». У 2019 взяв участь в зйомках драматичного серіалу «Твоя доля - це будинок, в якому ти народився» режисера Чагрів Байрака.

## Фільмографія
| Рік     | Українська назва     | Оригінальна назва         |
| ------- | -------------------- | ------------------------- |
| Фільми  |                      |                           |
| 2005    |                      | 2 Süper Film Birden       |
| 2008    |                      | Plajda                    |
| 2014    |                      | Zaman Makinesi 1973       |
| 2017    |                      | Yaşamak Güzel Şey         |
| Серіали |                      |                           |
| 2004    |                      | Kalp Gözü                 |
| 2004    |                      | Şeytan Ayrıntıda Gizlidir |
| 2007    |                      | Dağlar Delisi             |
| 2007    |                      | Geniş Zamanlar            |
| 2007    |                      | Elveda Rumeli             |
| 2008    |                      | Beni Unutma               |
| 2009    |                      | Balkan Düğünü             |
| 2010    |                      | Türkan                    |
| 2011    |                      | Mor Menekşeler            |
| 2013    |                      | Beni Böyle Sev            |
| 2015    |                      | Kara Kutu                 |
| 2015    |                      | Yeter                     |
| 2017    | Наречена зі Стамбула | İstanbullu Gelin          |
| 2019    |                      | Doğduğun Ev Kaderindir    |
| 2022    | Круп'є               | Çöp Adam                  |